# 托坎廷斯州拉戈阿
托坎廷斯州拉戈阿（葡萄牙語：Lagoa do Tocantins）是巴西托坎廷斯州的一个市镇。总面积911.336平方公里，总人口3181人，人口密度3.5人/平方公里。